# Aleksander Littich
Aleksander Littich (Lüttich) (ur. 25 stycznia 1842 w Warszawie, zm. 29 kwietnia 1893 we Lwowie) – powstaniec styczniowy, weterynarz, pedagog, działacz gospodarczy.

## Życiorys
Uczył się w gimnazjach w Łęczycy i w Piotrkowie Trybunalskim. Podczas nauki w szkole przygotowawczej prawniczej przy gubernatorstwie warszawskim związał się z kółkami niepodległościowo-spiskowymi. W 1861 zagrożony aresztowaniem zbiegł za granicę, udał się do Włoch, gdzie wstąpił do Polskiej Szkoły Wojskowej, która przygotowywała kadry oficerskie do powstania.
Do Królestwa Polskiego powrócił w przededniu wybuchu powstania styczniowego i przebywał w Warszawie. 16 stycznia 1863 wyjechał razem z Józefem Oxińskim swoim przyjacielem ze szkoły w Genui i Cuneo, w kaliskie. Na polecenie Komitetu Centralnego mieli utworzyć przy granicy z Prusami dwa punkty odbioru broni dla wojsk powstańczych. Z powodu aresztowań we Francji członków komisji broni i działań władz carskich spodziewane transporty uzbrojenia nie nadeszły. Następnie razem z Oxińskim organizowali oddział powstańczy w okolicach Warty. W pierwszych dniach powstania był dowódcą plutonu siekierników, po czym przejął inne funkcje. 25 lutego zajęli Opatówek, zarekwirowali pewną ilość sukna, kasę rządową oraz rozproszyli 80-konny oddział objeszczyków. Po krwawej bitwie pod Kuźnicą Grabowską przekroczyli Wartę, starli się z Rosjanami pod Jaworem i Brodnią.
W marcu 1863 Littich został mianowany naczelnikiem wojennym powiatu wieluńskiego. W rejonie Działoszyna dowodził ponad 300-osobowym oddziałem. 23 kwietnia 1863 stoczył nierozstrzygniętą bitwę pod Wąsoszem z wojskami rosyjskimi pułkownika Suwarowa (450 żołnierzy). Zagrożony okrążeniem i odcięciem od innych ziem Królestwa opuścił wieluńskie i na początku maja 1863 w rejonie Przyrowa dołączył do oddziału Oxińskiego. Pod Oxińskim walczył Littich w bitwach pod Rychłocicami (8 maja 1863), Koniecpolem (25 maja 1863), Kruszyną (27 maja 1863), Przedborzem (27 czerwca 1863), Trzepnicą (28 czerwca 1863).
Po rozpuszczeniu przez Oxińskiego oddziału, Littich przejął dowodzenie nad 60-konnym oddziałem kawalerii. 3 lipca pod Kaszewicami rozbił i rozproszył oddział kozaków setnika Krinkowa (50 koni), zginęło 6 kozaków oraz ciężko ranny został oficer. Z Kaszewic udał się do Chorzenic (4 lipca 1863). Jego śladem podążył porucznik Fiodorow z sotnią kozaków i niedobitkami Krinkowa. Obozujący w miejscowym dworze powstańcy zostali całkowicie zaskoczeni przez nieprzyjaciela. Oddział został rozbity, zginęło 6 kawalerzystów, a 10 zostało rannych. Ciężko ranny został rotmistrz Roman Bocheński. Littichowi z częścią ludzi udało się wymknąć z opresji.
We wrześniu 1863 Littich został naczelnikiem wojennym powiatu łęczyckiego, dowodził tam oddziałem po mjr. Skowrońskim rozbitym wcześniej przez Rosjan pod Dalikowem (10 września 1863). W grudniu zrezygnował z dowodzenia, zmęczony i zrażony niepowodzeniami powstania wyjechał do Wielkopolski. W 1864 współorganizował niedoszłą do skutku wyprawę płk. Raczkowskiego. Po fiasku zamierzenia udał się do Francji. Na emigracji ukończył z wyróżnieniem studia weterynaryjne w Alfort pod Paryżem. W 1866 wstąpił do Zjednoczenia Emigracji Polskiej.
W 1869 powrócił do kraju, do Galicji. W latach 1869–1875 pracował jako nauczyciel w Szkole Praktycznej Gospodarstwa Wiejskiego w Czernichowie pod Krakowem. Zorganizował tam wzorcową oborę bydła nizinnego. Jednocześnie pełnił funkcję weterynarza okręgowego w Liszkach. W latach 1875–1877 uczył rolnictwa w Seminarium Nauczycielskim w Tarnowie, w tym czasie pracował też jako weterynarz miejski i sądowy.
Littich piastował wiele ważnych stanowisk związanych z weterynarią: dyrektor zakładu kontroli sanitarnej dla bydła importowanego(1877-1880), weterynarz powiatowy w Krakowie (1880-1882), od 1882 weterynarz krajowy Galicji we Lwowie był też komisarzem rządowym przy egzaminach w Lwowskiej Szkole Weterynaryjnej. Littich zreorganizował i rozbudował służby weterynaryjne w Galicji, był też autorem nowatorskiej ustawy o targach i o oględzinach mięsa i bydła oraz licznych przepisów o zwalczaniu zwierzęcych chorób zakaźnych. Przyczynił się do powstania wielu nowoczesnych rzeźni oraz targowisk miejskich.
Był człowiekiem niezwykle aktywnym zawodowo i społecznie. Członek i działacz Galicyjskiego Towarzystwa Gospodarskiego, członek Komitetu GTG (15 czerwca 1892 – 13 czerwca 1893). W 1886 z jego inicjatywy powstało Galicyjskie Towarzystwo Weterynarskie, Littich napisał statut towarzystwa i został pierwszym jego prezesem. Należał także do Galicyjskiego Towarzystwa Lekarskiego oraz do Austriackiego Towarzystwa Weterynaryjnego w Wiedniu. Dużo publikował w prasie fachowej w „Przewodniku Ekonomicznym”, „Rolniku”, „Tygodniku Rolniczym” oraz w pierwszym polskim czasopiśmie weterynaryjnym „Przeglądzie Weterynarskim”, którego był jednym z założycieli.
Pochowany na Cmentarzu Łyczakowskim w 40 kwaterze powstańczej.

### Wybrane publikacje
- O mięsie pod względem policji i zdrowia, Kraków 1872-1873.
- Księgosusz, Kraków 1872[9].
- Zbiór ustaw i rozporządzeń weterynaryjno-policyjnych obowiązujących w Galicji, Lwów 1888, 1891 (wraz A. Barańskim).
- Ustawy i rozporządzenia. Oględziny mięsa i bydła, Lwów 1889.
- Katechizm oględzin bydła i mięsa, Lwów 1890 (wraz z A. Barańskim).

## Odznaczenia
Został odznaczony Krzyżem Kawaleryjskim Orderu Franciszka Józefa.

## Rodzina
Syn nauczyciela prywatnego Franciszka i Anny z Drewnowskich, miał siostry: Ludwikę Bielską i Annę. Żonaty był z Józefą z Szegevich – nie mieli dzieci.